# Беглый огонь
Беглый огонь — метод увеличения плотности артиллерийской стрельбы в составе подразделения (батареи, дивизиона и тому подобное), когда каждое орудие ведёт огонь не по команде (как при стрельбе залпами), а немедленно по готовности.
Как правило, беглый огонь начинают залпом из всех огневых средств и с максимальным темпом продолжают вплоть до израсходования указанного количества боеприпасов.
Во времена Первой мировой войны беглый огонь рекомендовался к применению при использовании артиллерийских химических боеприпасов.
В современных артиллерийских руководствах беглый огонь рекомендован к применению при огневых налётах, а также при подавлении высокомобильных и хорошо защищенных целей на поле боя (например — танков).